# Yang di-Pertuan Agong
Yang di-Pertuan Agong é, em língua malaia, um título habitualmente traduzido como "Ele Que Foi Feito Senhor" dado ao chefe de estado da federação de Estados da Malásia.  Este cargo é frequentemente categorizado como "Rei" uma vez que a Malásia é uma monarquia constitucional tendo um monarca como chefe de estado. O Yang di-Pertuan Agong é um dos raros exemplos de monarcas eleitos no mundo.
Desde 1993, o título completo em malaio é Seri Paduka Baginda Yang di-Pertuan Agong. O papel é sobretudo cerimonial.
A sua residência oficial é o palácio real em Kuala Lumpur.

## Ordem
Depois do primeiro ciclo de nove Yang di-Pertuan Agong (1957–1994), a ordem de eleição foi estabelecida como segue:
1. o Yang di-Pertuan Besar de Negeri Sembilan (já por si monarquia electiva)
2. o Sultão de Selangor
3. o Rajá de Perlis
4. o Sultão de Terengganu
5. o Sultão de Kedah
6. o Sultão de Kelantan
7. o Sultão de Pahang
8. o Sultão de Johor
9. o Sultão de Perak

## Lista de Yang di-Pertuan Agong
Os dirigentes que seguem serviram como Yang di-Pertuan Agong:
| #  | Nome                   | Estado          | Reinado       | Nasc. | Falec. |
| -- | ---------------------- | --------------- | ------------- | ----- | ------ |
| 1  | Tuanku Abdul Rahman    | Negeri Sembilan | 1957–1960     | 1895  | 1960   |
| 2  | Hisamuddin Alam Shah   | Selangor        | 1960          | 1898  | 1960   |
| 3  | Tuanku Syed Putra      | Perlis          | 1960–1965     | 1920  | 2000   |
| 4  | Ismail Nasiruddin Shah | Terengganu      | 1965–1970     | 1907  | 1979   |
| 5  | Abdul Halim            | Kedah           | 1970–1975     | 1927  | 2017   |
| 6  | Yahya Petra            | Kelantan        | 1975–1979     | 1917  | 1979   |
| 7  | Ahmad Shah             | Pahang          | 1979–1984     | 1930  | 2019   |
| 8  | Sultão Iskandar        | Johor           | 1984–1989     | 1932  | 2010   |
| 9  | Azlan Shah             | Perak           | 1989–1994     | 1928  | 2014   |
| 10 | Tuanku Jaafar          | Negeri Sembilan | 1994–1999     | 1922  | 2008   |
| 11 | Salahuddin             | Selangor        | 1999–2001     | 1922  | 2001   |
| 12 | Tuanku Syed Sirajuddin | Perlis          | 2001–2006     | 1943  |        |
| 13 | Mizan Zainal Abidin    | Terengganu      | 2006–2011     | 1962  |        |
| 14 | Abdul Halim            | Kedah           | 2011–2016     | 1927  | 2017   |
| 15 | Muhammad V             | Kelantan        | 2016–2019     | 1969  |        |
| 16 | Abdullah               | Pahang          | 2019–2024     | 1959  |        |
| 17 | Ibrahim Ismail         | Johor           | 2024–presente | 1958  |        |